# Komarnîkî, Turka
Komarnîkî (în ucraineană Комарники) este localitatea de reședință a comunei Komarnîkî din raionul Turka, regiunea Liov, Ucraina.

## Demografie
Componența lingvistică a localității Komarnîkî
     Ucraineană (100%)
Conform recensământului din 2001, toată populația localității Komarnîkî era vorbitoare de ucraineană (100%).